# Precizie a măsurării
Precizia măsurării este concordanța dintre indicații sau valori măsurate ale mărimii obținute prin măsurări repetate ale aceluiași obiect sau ale unor obiete similare, în condiții specificate.
Prin clasa de precizie a unui instrument de măsură se înțelege eroarea relativ admisibilă tolerată (pozitivă sau negativă) exprimată în procente, din valoarea maximă a mărimii măsurate de aparat și este dată de relația:
{\displaystyle c={\frac {(\Delta X)_{t}}{X_{n}}}\cdot 100\%,}
unde:
- c = clasa de precizie;
- (ΔX)t = eroarea absolută tolerată, posibilă a aparatului care apare în condiții normale (adică aparatul se află în poziția înscrisă pe cadran, într-un mediu cu temperatură normală și nu este supus unor câmpuri electrice sau magnetice, cu excepția celui terestru);
- Xn = valoarea nominală a mărimii măsurate de aparat, adică limita superioară  de măsurare a aparatului.

## Sursa
OIML V 2-200 International Vocabulary of Metrology - Basic and General Concepts and Associated Terms (VIM)